# Magden
Magden (schweizertyska: Magde) är en ort och kommun i distriktet Rheinfelden i kantonen Aargau, Schweiz. Kommunen har 3 899 invånare (2023).